# Viuda Negra (personajes de Marvel)
Viuda Negra es el nombre de varios personajes de ficción que aparecen en los cómics estadounidenses publicados por Marvel Comics. La mayoría de estas versiones existen en el universo compartido principal de Marvel, conocido como el Universo Marvel.

## Claire Voyant
Claire Voyant es la primera protagonista femenina vestida y superpoblada en cómics. Creado por el escritor George Kapitan y el artista Harry Sahle, apareció por primera vez en Mystic Comics # 4 (agosto de 1940). Ella mata a los malvados para entregar sus almas a Satanás, su amo. El personaje no está relacionado con las posteriores superheroínas de Marvel Comics que tomaron el nombre en clave.

## Natalia Romanova / Natasha Romanoff
Natalia "Natasha" Alianovna Romanova / Natasha Romanoff es el primer personaje que toma el nombre en clave de Viuda Negra en la corriente principal de Marvel Comics. Fue creada por el editor y trazador Stan Lee, el guionista Don Rico y el artista Don Heck, y apareció por primera vez en Tales of Suspense # 52 (abril de 1964). El personaje ha sido asociado con varios equipos de superhéroes en el Universo Marvel, incluidos los Vengadores, los Defensores, los Campeones, S.H.I.E.L.D. y los Thunderbolts. Ella ha aparecido en muchas otras formas de medios, incluidas las principales películas Iron Man 2, The Avengers, Captain America: The Winter Soldier, Avengers: Age of Ultron, Capitán América: Civil War, Avengers: Infinity War, Avengers: Endgame y Black Widow, donde la retrata la actriz Scarlett Johansson.

## Yelena Belova
Yelena Belova es el segundo personaje en tomar el nombre en código de Viuda Negra en los cómics modernos que debutó brevemente en Inhumans # 5 (marzo de 1999) y se introdujo por completo en la miniserie Marvel Knights de 1999, Viuda Negra. Una segunda miniserie, también titulada Viuda Negra y presentando a Natasha Romanoff y Daredevil, le siguió en 2001. Al año siguiente, hizo un solo turno en su propia miniserie de tres temas titulada Black Widow: Pale Little Spider bajo la huella de Marvel MAX de la audiencia madura. Este argumento de junio a agosto de 2002, escrito por el escritor Greg Rucka y el artista Igor Kordey, fue una retroceso a la historia de su transformación en la segunda 'Viuda Negra' moderna, en eventos que precedieron a su aparición en Inhumanos. En el 2021 el personaje debutó en el UCM y está es interpretada por Florence Pugh en Black Widow.

## Otros personajes llamados Viuda Negra

### Monica Chang

#### Biografía
Monica Chang-Fury es la segunda Viuda Negra en la continuidad de Ultimate Marvel, debutando en Ultimate Comics: Avengers # 3. A pesar de los recuerdos dolorosos asociados con la Viuda Negra anterior (Natasha Romanoff), ella se niega a cambiar su nombre en clave. Se revela que Mónica es asiático-americana y era la exesposa de Nick Fury después de que el matrimonio se vino abajo después de descubrir que Nick había estado durmiendo con varias mujeres miembros de su familia y un círculo social limitado, incluida su propia madre. Con los Vengadores, ella y otros llevaron a cabo una misión para volver a capturar al Capitán América y luego termina enfrentando y luchando contra el Cráneo Rojo.
Ella también ayuda a capturar y reclutar al Punisher en el equipo. Más tarde fue transferida a los New Ultimates. Después de que Fury regresara como directora de S.H.I.E.L.D., volvió a reunir a los Ultimates y Monica se unió a ese equipo, mudándose con ella y el hijo de Fury, Julius Chang, al Triskelion. Luego se convirtió en directora de S.H.I.E.L.D.
En la serie final All-New Ultimates, Monica le cuenta a la nueva Viuda Negra después de que capturaron a Crossbones, que era el antiguo S.H.I.E.L.D. que trabajaba para ella. Más tarde, mientras trabajaba con el FBI, aparentemente, Monica fue asesinada por Norman Osborn.

#### Otras versiones
Monica Chang hace su primera aparición en la corriente principal de Tierra-616 de Marvel en la serie, Avengers AI. En esta serie, Monica es la jefa de la división de inteligencia artificial de S.H.I.E.L.D. Monica recluta a Henry Pym para ayudarla a detener a Dimitrios (que evolucionó del virus a prueba de fallas usado para derrotar a Ultron al final de la historia de Age of Ultron y forman la I.A. de los Vengadores que consiste en un Doombot, Víctor Mancha y Visión. Durante su primera misión, los Vengadores se enfrentaron a secuestrados drones de S.H.I.E.L.D. que atacaron un hospital en Atlanta. A partir del número 4, se revela que ella es una devota musulmana. Más tarde, evita el fin del universo al evitar la ejecución de un LMD infectado con un virus.

### Jessica Drew
La última versión de Jessica Drew es una clon femenina de Spider-Man (Peter Parker) que a partir de abril de 2014 es del alias Viuda Negra.

### Viuda Negra 2099
La versión futurista, 2099 de Viuda Negra es una mujer afroamericana llamada Tania. Ella opera como parte de los Vengadores 2099 a instancias de la corporación Alchemax. Al igual que las arañas viuda negra, literalmente se come a los machos humanos después de tener relaciones sexuales con ellos.

### Dottie Underwood
La serie de televisión Agent Carter presenta a Dottie Underwood (interpretada por Bridget Regan), un precursor de 1946 de Viuda Negra y un agente de Leviathan.